# Évent

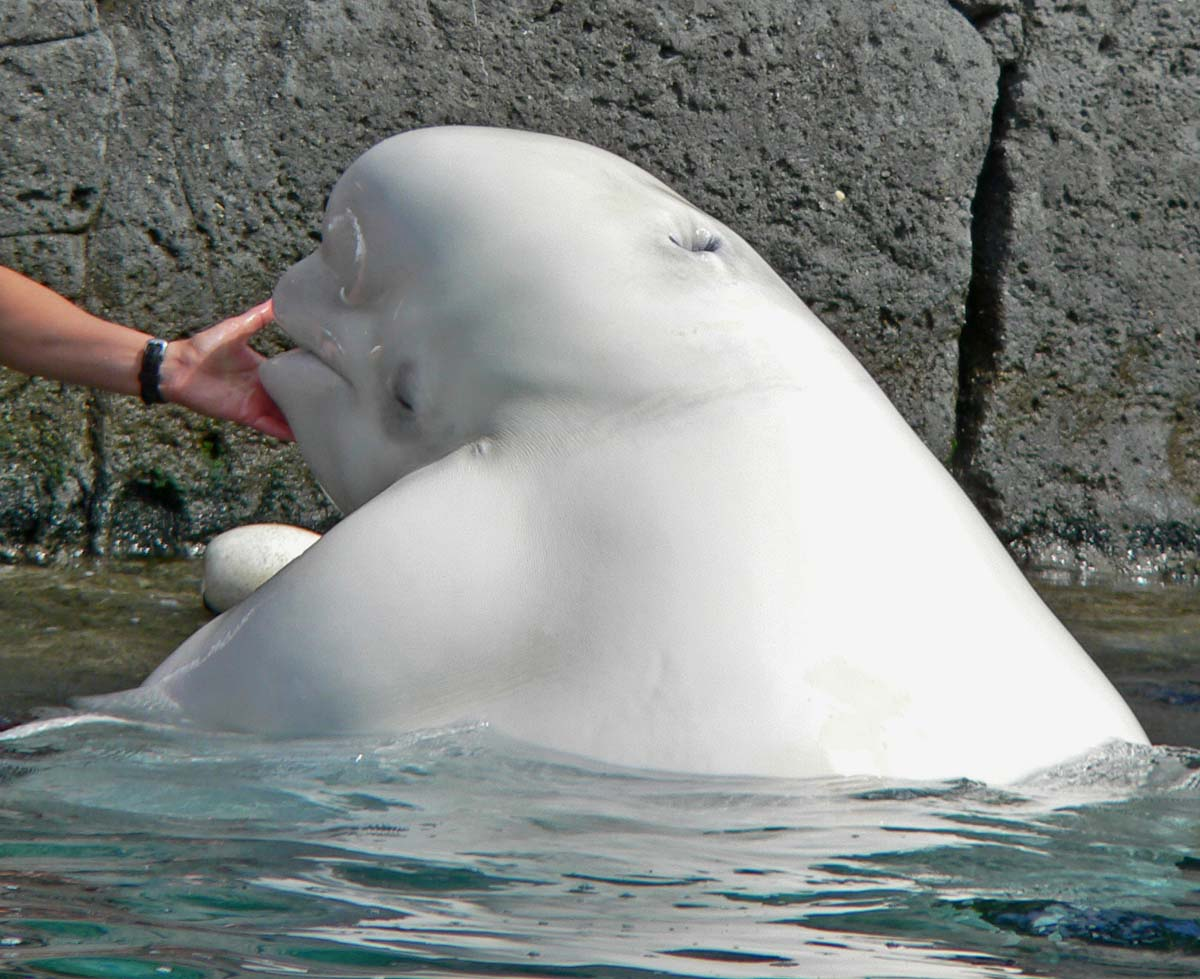
Évent d'une baleine blanche, un cétacé à dent.

Pour les articles homonymes, voir Évent (homonymie).
En cétologie, l'évent correspond à la narine simple ou double des cétacés. Il s'agit de l'orifice situé sur la tête de l'animal, et qui lui permet d'expulser l'air inspiré. C'est l'organe homologue des narines de tous les mammifères. La position des évents au sommet du crâne permet à ces animaux de ne pas sortir complètement la tête de l'eau pour respirer, les premières vertèbres de ce fait peuvent être rigide sans pénaliser ces animaux, qui, sans quoi, devraient redresser la tête comme les phoques.
C'est par cet organe que les baleines expulsent leur fameux jet d'eau, gaz issu de leur respiration mêlé de gouttelettes d'eau. L'évent permet également à certains cétacés, avec l'aide d'un autre organe, le « museau de singe » (ou lèvres phoniques), constitué d'une poche d'air située sous celui-ci, d'émettre des sons et donc de communiquer ainsi que d'utiliser l'écholocalisation pour les espèces qui en sont capables,.
Les cétacés à fanons ont deux évents en forme de V tandis que les cétacés à dents disposent d'un seul évent. Le grand cachalot, un cétacé à dents, a également un évent unique, cependant, contrairement aux autres cétacés à dents, il dispose d'un double conduit d'air qui le précède, situé à gauche de son crâne.
La trachée se connecte directement à l'évent et il n'y a pas de connexion à l'œsophage comme chez la plupart des autres mammifères dont les humains. Pour cette raison, il n'y a pas de risque que de l'eau pénètre accidentellement dans les poumons, par contre ces animaux ne peuvent pas respirer par la bouche.
| |
| Des chercheurs utilisent des drones équipés de boîtes de Pétri pour récupérer des échantillons microbiens émanant du souffle de l'évent des baleines (en) afin de diagnostiquer leur état de santé et dans un objectif de conservation de l'espèce. |

| |
| Coupe sagittale de la tête d'un grand cachalot. L'air qui entre dans le conduit nasal droit obstrué (9) provoque le mouvement d'épaisses membranes, appelées lèvres phoniques (12) qui génèrent des clics. L'air chaud qui entre dans le conduit nasal gauche (5) est expulsé par l'évent (10) et se condense au contact de l'air froid, formant le souffle qui prend l'aspect d'un nuage blanchâtre plus ou moins visible selon les espèces et la fraîcheur de l'atmosphère. |